# 東一排骨
東一排骨，是一家位於臺北市中正區延平南路的臺式排骨飯餐廳暨便當店，全店裝潢採復古懷舊的老式華麗「那卡西風格」。1971年發源於開封街巷內，前身是販賣傳統風味的「東一食品」小吃店。

## 概要

### 初設

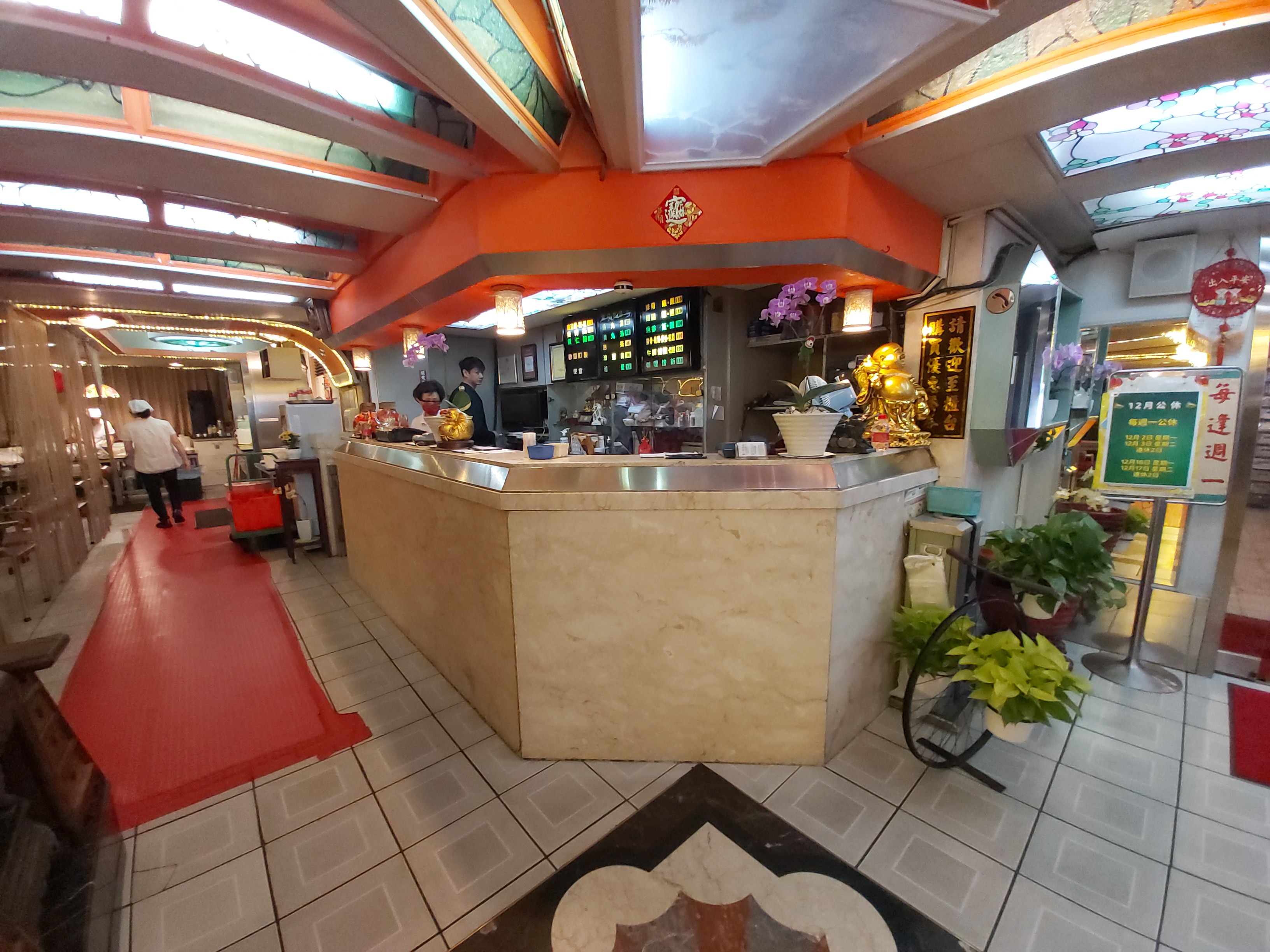
櫃台

東一排骨由出身臺中的廖福達、何淑麗夫婦創立於1971年，其創業初衷為經營各式小吃、期成立「臺灣最大的小吃店」。創業初期未獲家族支持，創辦人夫婦遂向銀行借貸開店，最初設址於開封街34巷8號一間十坪左右的小店面，1979年遷至延平南路「百樂大廈」現址，空間兩百坪含五百個座位，鄰近中山堂、臺北市政府警察局、城中與西門町商圈。

### 特色

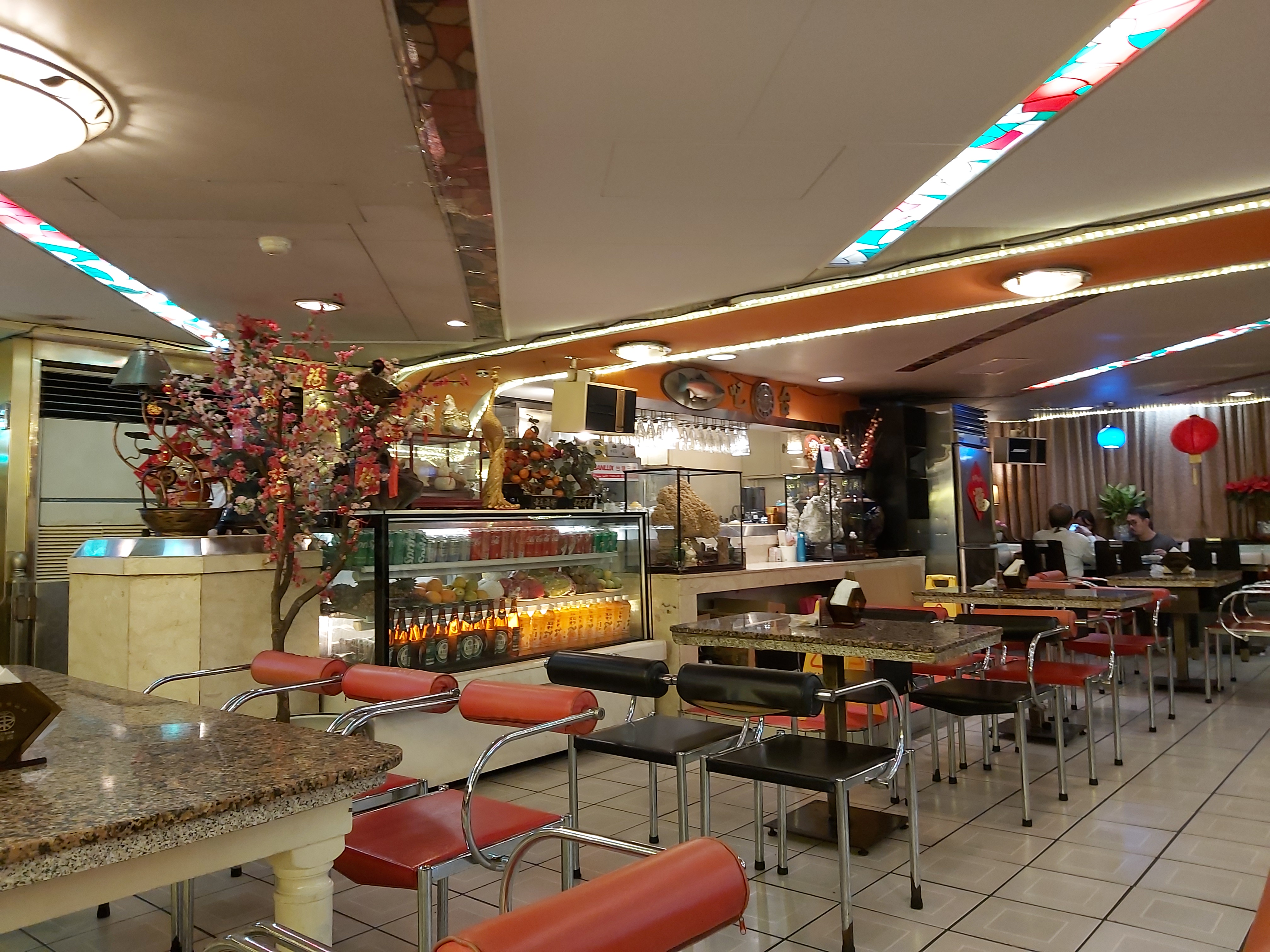
吧台

店內陳設主打懷舊風格，如夜總會、迪斯可般裝潢的用餐空間，佐以彩繪玻璃、霓虹燈、流星燈、七彩水晶球及古董收藏等元素點綴，空間設計理念源於創辦人夫婦參考自紅包場與西餐廳的概念，其風格獨特致使一度被誤認為是由舞廳改造的餐廳。

### 項目
餐廳販售項目包括如排骨飯、雞腿飯、魚排、牛腩和咖哩以及麻油雞與小菜等傳統便當店常見品項並附設飲品、水果盤與聖代等甜品。其獨特經營風格聞名於西門町，與「君悅排骨」、「金園排骨」與「中一排骨」並列為臺北排骨四大名店。

## 爭議
2011年3月，東一排骨的廖姓少東與店家所在大樓的住戶發生肢體衝突。少東動手毆打住戶，法院審理後將其判刑4個月，得易科罰金12萬元。

## 影視
2020年，Netflix推出的臺劇《媽，別鬧了！》劇組於此取景拍攝。

## 外部連結
- 【台灣壹週刊】華麗老派頭　東一排骨
- 一開50年排骨飯傳奇│台北美食必吃│東一排骨總店│【非凡大探索】2023.05.14 （页面存档备份，存于）